# Црква Свете Тројице у Жбевцу
Црква Свете Тројице у Жбевцу, насељеном месту на територији Општине Бујановац, православни је храм који припада Епархији врањској Српске православне цркве.
Црква посвећена Светој Тројици изграђена је 1916. године, а 1923. године освећење је обавио тадашњи митрополит скопски Варнава. У селу је постојала стара црква Свете Тројице, која је почетком 20. века била у рушевинама. Налазила се на месту званом Свето Масло, а око ње се сакупљао народ на празник Духове. Иконе у данашњој цркви вероватно потичу из ове старије цркве, од које су сачувани само темељи од камена.
На западној фасади изнад улаза, налази се ниша, у којој је постављена икона патрона и плоча са натписом:
По милости Божијој овај храм посвећен Светој Тројици у Жбевцу довршен је 1923. и освети га исте године 14. маја Његово Високопреосвештенство Господин Варнава Српски, православни митрополит скопљански, за време владавине Његовог Величанства Александра Првог, Краља Срба, Хрвата и Словенаца. Амин.
Зидно сликарство и иконостас потичу из 1921. године и дело су истог сликара, М. Илића. На иконостасу се налази 29 икона. Царске двери на иконостасу су старије и претпоставља се да су сачуване из старе цркве из 19. века.
Благословом епископа врањског Пахомија и трудом Црквеног одбора, 2014. године урађена је реконструкција спољашње фасаде и крова. Обновљен је парохијски дом за становање свештеника и изградђен нови оградни зид.